# 政策調査官
政策調査官（せいさくちょうさかん）は、日本における官職の一種。主に復興庁で見られ、同庁ではさらに上級官職として上席政策調査官が任命されている。

## 復興庁政策調査官

### 政策調査官（復興支援業務）
復興庁では東京本庁で「民間企業等の専門的な知識、経験及び技能等に基づく復興の推進に関する調査及び分析」を行う非常勤職員として政策調査官（復興支援業務担当）を採用している。
業務内容は下記の通り。
1. 復興庁男女共同参画班において取りまとめ・公表している「男女共同参画の視点からの復興～参考事例集～」に掲載する事例の収集及びこれらの事例についての分析
2. 復興支援活動等に男女共同参画の視点を持つことの必要性の理解促進に資するツール（資料等）の作成
3. 復興支援活動等に男女共同参画の視点を持つことの必要性の理解促進を目的とした研修やワークショップ等の実施に必要なプログラム等の作成及び普及
4. 上記1〜3を基とした復興支援活動等に男女共同参画の視点を持つことの必要性の理解促進に資する被災地の自治体等への各種助言・協力等[2]。

### 政策調査官（男女共同参画担当）
また、復興庁では、東京本庁で男女共同参画を担当する非常勤職員として政策調査官の採用を行っている。

### 政策調査官（市町村応援職員）
さらに、復興庁では東日本大震災の被災地である東北地方の市町村の応援職員として現地の市役所、町・村役場で勤務する政策調査官を採用している。
特に現地市町村で下記の応募資格に基づき、採用される。
1. 地域振興、産業振興、まちづくり、地域医療・福祉、教育環境の整備に関する経験を有すること。
2. 都市計画、建築、土木、用地取得に関する専門的知識を有すること。
3. 法令、行政文書の作成等の知見を有すること。
4. その他、復興に資する専門的知識や経験等を有すること。

いわゆる非常勤職員のため、筆記試験を伴う公務員試験は実施されない。

## 類似の官職名

### 内閣府政策企画調査官
なお、内閣府では任期付職員等として政策企画調査官を採用している。衆議院の第169回国会内閣委員会の質疑における政府参考人の答弁によれば、政策企画調査官は非常勤職員のうち、「役所のいわゆる企画官クラス、若い方の課長」に相当する職位である。参事官級の職務のうち、専門的事項の調査および企画立案を助けることとされている。これに対して、政策調査員は同じく非常勤職員のうち課長補佐に相当する職位として、所掌に係る専門的事項の調査及び分析に関する事務を助けることとされている。